# Sant'Antonino, Francija
Sant'Antonino (korziško Sant' Antoninu) je naselje in občina v francoskem departmaju Haute-Corse regije - otoka Korzika. Leta 1999 je naselje imelo 77 prebivalcev.

## Geografija
Kraj leži na severozahodu otoka Korzike 78 km jugozahodno od središča Bastie.

## Uprava
Občina Sant'Antonino skupaj s sosednjimi občinami Corbara, L'Île-Rousse, Monticello, Pigna in Santa-Reparata-di-Balagna sestavlja kanton Île-Rousse s sedežem v Île-Rousse. Kanton je sestavni del okrožja Calvi.

## Zgodovina
Naselbino je vrh hriba kot oporišče ubežnikov pred mavrskimi upadi v 9. stoletju ustanovil začetnik dinastije korziških suverenov in grofov Ugo Colonna.

## Zanimivosti
- župnijska cerkev Marijinega oznanenja iz 11. stoletja;